# Rio-Grande-Zweizahn

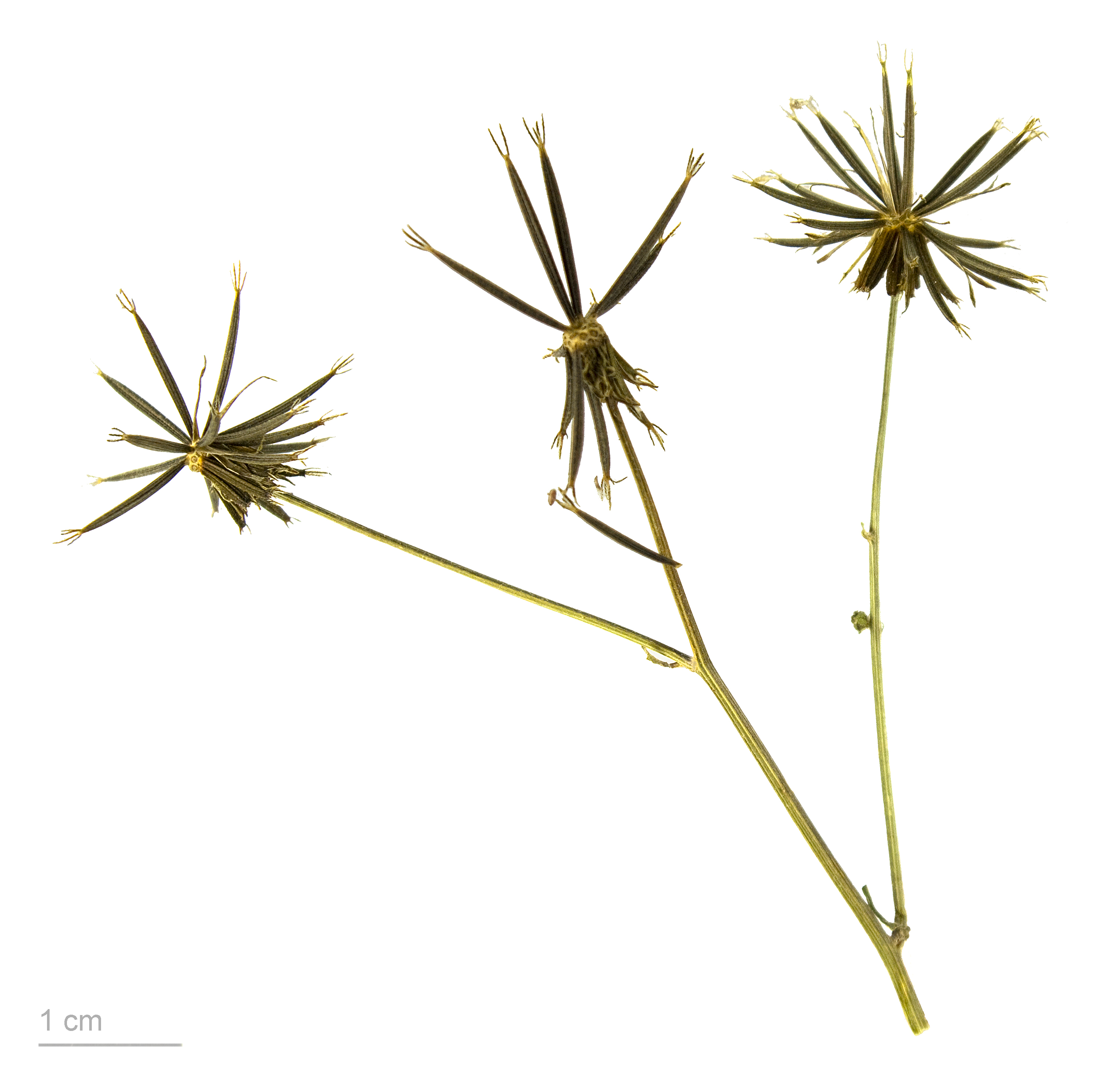
Bidens subalternans

Der Rio-Grande-Zweizahn ist eine Pflanzenart aus der Gattung der Zweizähne (Bidens) in der Familie der Korbblütler (Asteraceae).

## Merkmale
Der Rio-Grande-Zweizahn ist eine einjährige Pflanze, die Wuchshöhen von 40 bis 70 Zentimeter erreicht. Zumindest die unteren Blätter sind gefiedert, mit gestielten Fiedern, diese sind fast bis zur Mittelrippe eingeschnitten und mehr oder weniger stark gezähnt. Der Endabschnitt ist lanzettlich bis linealisch und zugespitzt, die seitlichen Abschnitte sind schmaler. Der Stängel ist vierkantig. Die wenigen Köpfe sind endständig und 8 bis 10 Millimeter breit. Die 8 äußeren Hüllblätter sind linealisch, gewimpert und 4 bis 6 Millimeter lang. Die Strahlen sind weißlich, rudimentär oder fehlend.
Blütezeit ist vermutlich von Juli bis Oktober.
Die Chromosomenzahl ist 2n = 48.

## Vorkommen
Der Rio-Grande-Zweizahn kommt ursprünglich in Kolumbien, Ecuador, Bolivien, Peru, Brasilien, Paraguay, Uruguay und Argentinien, Chile und in Kuba vor. In Spanien, Frankreich, Italien und der Schweiz kommt er eingebürgert vor.

## Nutzung
Der Rio-Grande-Zweizahn wird selten als Zierpflanze in Rabatten und Kübeln genutzt.